# Centro da Cultura Judaica

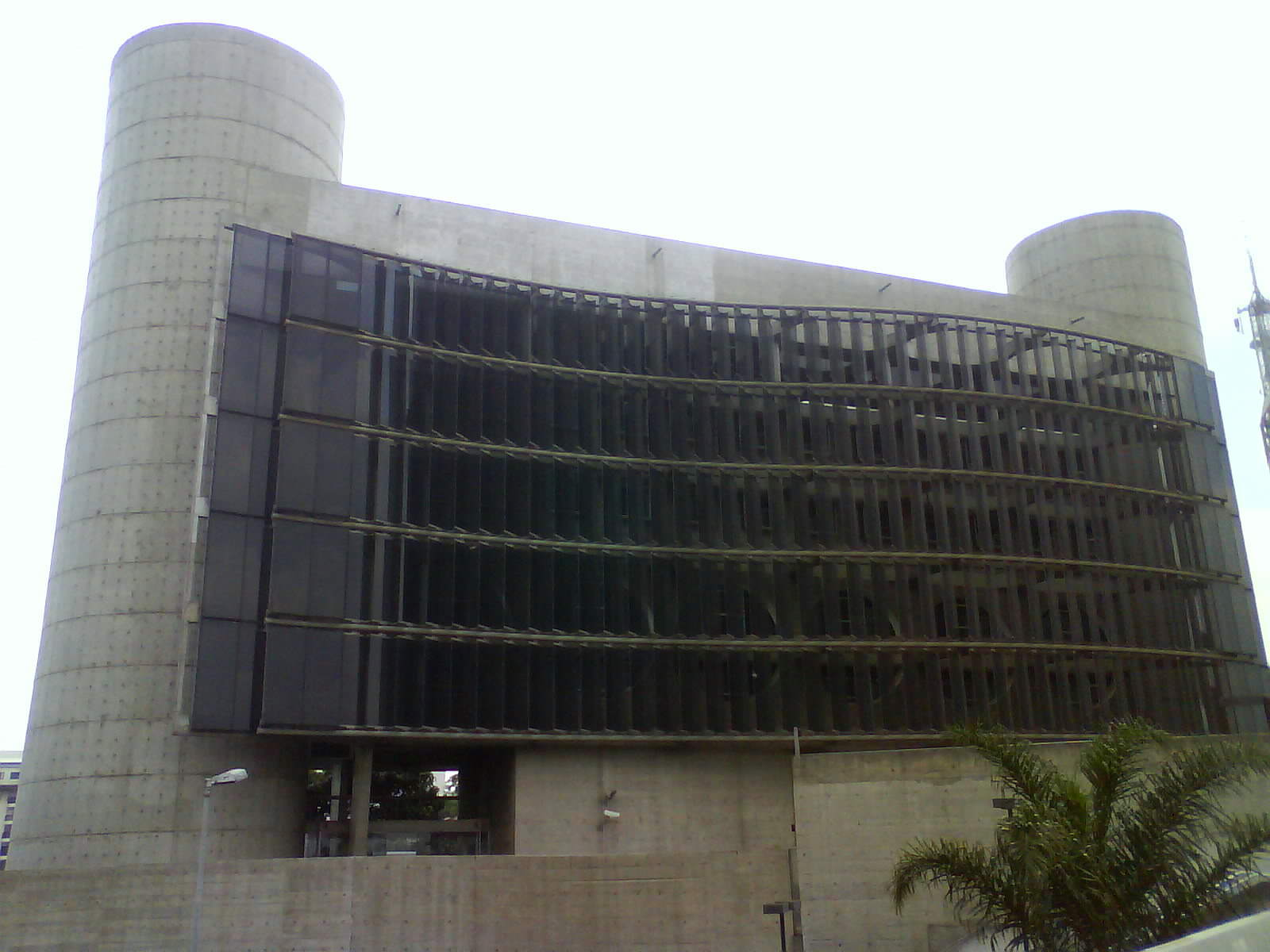
Fachada posterior da instituição, vista da avenida Doutor Arnaldo.

O Centro da Cultura Judaica (CCJ) é uma instituição cultural privada localizada na cidade de São Paulo, Brasil. Fundada em 1964, sob a denominação Casa de Cultura de Israel, a instituição tem por objetivo divulgar a cultura judaica e a produção cultural de Israel e fortalecer os laços entre a comunidade judaica e a sociedade brasileira. Desde abril de 2003, o Centro da Cultura Judaica encontra-se instalado em um edifício de aproximadamente 5 000 metros quadrados na rua Oscar Freire, distrito de Pinheiros, projetado pelo arquiteto Roberto Loeb. A instituição oferece regularmente exposições de artes plásticas e fotografia, espetáculos musicais e de dança, sessões de cinema e teatro, cursos, conferências, palestras e eventos culturais e educativos em geral.

## Histórico e estrutura organizacional
A história do Centro da Cultura Judaica remonta à década de 1960, quando foi estabelecido o Instituto de Cultura Hebraica de São Paulo, organização voltada ao ensino da língua hebraica. Visando ampliar o campo de ação do instituto, sua diretoria criou uma associação de amigos. A iniciativa acabou crescendo e, em 1964, foi inaugurada a Casa de Cultura de Israel, com apoio da Embaixada de Israel no Brasil. Em 1966, a Casa de Cultura foi transformada em sociedade civil sem fins lucrativos, religiosos ou políticos, com o objetivo de estreitar as relações entre o Brasil e Israel. O empresário Leon Feffer, destacado membro da comunidade judaica paulistana e, à época, cônsul-geral de Israel em São Paulo, tornou-se seu Presidente Emérito e deu o apoio financeiro necessário para que a instituição pudesse se manter e oferecer programas relacionados a Israel e judaismo. Elias Blankfeld, que junto com Leon Feffer fundou a Casa de Cultura de Israel, foi convidado por Leon Feffer para ser Presidente da instituição, cargo em que permaneceu até 1980. Em 1992, a instituição foi reconhecida como entidade de utilidade pública nas esferas federal, estadual e municipal. Em 2003, foi inaugurada a sede atual.
Entre os eventos de destaque realizados pela instituição estão as apresentações da Orquestra Filarmônica de Israel na Sala São Paulo (2001 e 2005), com regência de Zubin Mehta, a exposição sobre o diário de Anne Frank (2003), as edições do Ciclo Multicultural, a apresentação da Orquestra Sinfônica de Israel (2008), a exposição Coexistence, na Praça da Paz do Parque do Ibirapuera (2006), a I Mostra Audiovisual Israelense (2008) e a exposição de obras de Marc Chagall (2008).
A estrutura organizacional da entidade é composta por um Conselho Deliberativo e por uma Diretoria Executiva. A entidade conta ainda com um Conselho Fiscal e um Conselho Consultivo, formados por membros de destaque em suas áreas de atuação (personalidades das áreas cultural, acadêmica, financeira e política). Todos os conselhos são compostos por voluntários, mas a entidade também conta com um corpo profissional, responsável pelas atividades administrativas e operacionais.

## Edifício

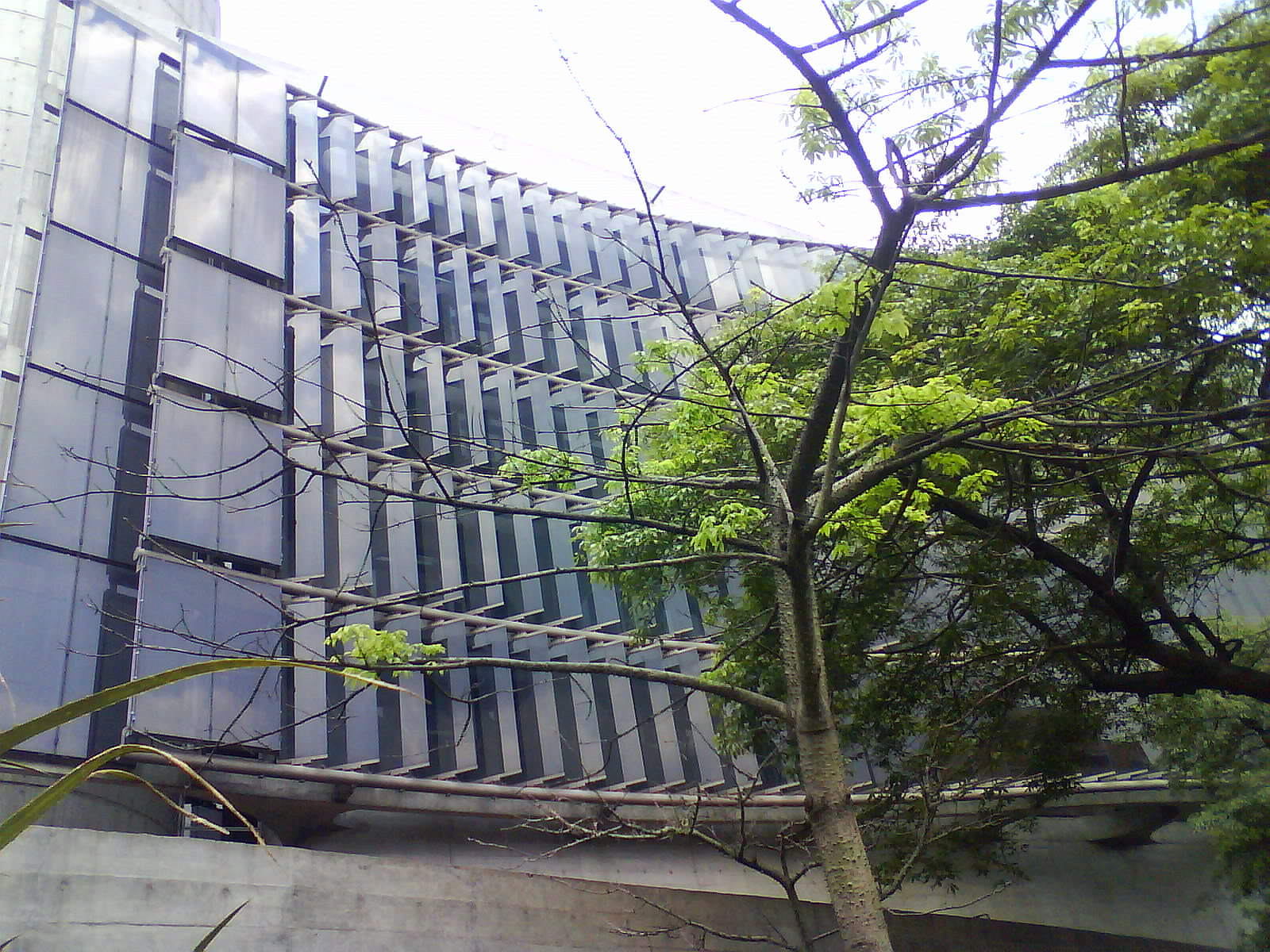
Detalhe do brise na fachada principal

A sede do Centro da Cultura Judaica foi projetada pelo arquiteto Roberto Loeb e inaugurada em 2003. Sua construção levou oito anos. Trata-se de um edifício composto por duas torres cilíndricas de concreto, separadas por uma fachada sinuosa de trinta metros de extensão. Seu formato faz referência ao pergaminho da Torá, o texto central do judaísmo, ao mesmo tempo em que apresenta características ligadas à arquitetura moderna brasileira, em especial a de Oscar Niemeyer e da escola paulista.
O edifício de quatro andares e 4 981,55 m² de área construída foi erguido em um terreno público de 2 150 m², cuja cessão foi condicionada à construção de um espaço cultural aberto à população. A localização íngreme do terreno e a proximidade da Estação Sumaré do metrô de São Paulo também influíram no partido arquitetônico, pois exigiam recuos bastante restritivos, o que explica a opção do arquiteto por implantar o edifício em uma disposição diagonal. As fachadas principal e posterior são recobertas de vidro em tom fumê em brise-soleil, cuja estrutura está presa em um grande pergolado de concreto de forma curva. A estrutura permite a entrada de luz, filtra os raios e facilita a circulação de ar e não impede a vista da paisagem.
O edifício é equipado com teatro com capacidade para 300 espectadores e um auditório para 100 pessoas, ambos projetados para usos múltiplos. A galeria de arte, localizada no centro de circulação dos visitantes do edifício, possui 70 metros lineares de paredes para exposições. O edifício também conta com salas de aula, espaços administrativos e um grande salão de eventos, com 270 m² e pé-direito duplo de seis metros, e duas praças ao ar livre, interligadas, uma com 250 m² e outra com 450 m².